# عماری (الجزایر)
عماری یک شهرداری در الجزایر است که در تسمسیلت واقع شده‌است.